# Kalaroa
Kalaroa è un sottodistretto (upazila) del Bangladesh situato nel distretto di Satkhira, divisione di Khulna. Si estende su una superficie di 232,64 km² e conta una popolazione di 237.992 abitanti (dato censimento 2011).